# 马吉溥
马吉溥（1935年—），男，安徽人，中国应用数学家，曾任南京大学数学系教授、博士生导师，中国数学会理事。